# Xã Spencer, Quận Lucas, Ohio
Xã Spencer (tiếng Anh: Spencer Township) là một xã thuộc quận Lucas, tiểu bang Ohio, Hoa Kỳ. Năm 2010, dân số của xã này là 1.882 người.